# Eotetranychus communis
Eotetranychus communis är en spindeldjursart som beskrevs av Gupta 1994. Eotetranychus communis ingår i släktet Eotetranychus och familjen Tetranychidae. Inga underarter finns listade i Catalogue of Life.